# Ferdinando Vegas
Ferdinando Vegas (Catania, 1916 – Milaan, 11 mei 1984) was een historicus, journalist en universiteitsdocent Amerikaanse Geschiedenis aan de universiteit van Pavia.

## Levensloop
Vegas was een historicus afkomstig uit Sicilië en was in het begin van zijn carrière leraar filosofie en geschiedenis in een school in Varese, Lombardije. Vanaf de jaren 1950 tot zijn dood was hij vaste journalist op de redactie van de krant La Stampa in Turijn. Later combineerde hij dit met het ambt van docent Amerikaanse Geschiedenis aan de universiteit van Pavia. Zijn cursus behandelde de geschiedenis van de Verenigde Staten en van het Amerikaanse continent in zijn geheel. In de jaren 1950 werd hij in Italië aanzien als een pionier in dit vak.
Hij publiceerde naast artikelen in La Stampa ook in tijdschriften. Het ging om Il Ponte, Economia delle Scelte Pubbliche en Il Mondo. Enkele van zijn boeken waren La quarta Francia (1956) en La situazione internazionale nel 1967 (1968).
Gedurende een twintigtal jaren was hij directeur van de Afdeling Noord-Amerika van het Instituto per gli studi di politica internazionale, dat een geopolitiek onderzoekscentrum is in Milaan. Naast Amerikaanse Geschiedenis interesseerde hij zich ook in de nucleaire wapenwedloop, het kolonialisme en het post-kolonialisme.
Na zijn dood in 1984 werden zijn geschriften bezorgd aan de universiteitsbibliotheek van Pavia.